# Places Like This
Places Like This è il terzo album discografico in studio del gruppo musicale indie pop australiano Architecture in Helsinki, pubblicato nel luglio 2007.

## Tracce
1. Red Turned White – 2:46
2. Heart It Races – 3:14
3. Hold Music – 3:54
4. Feather in a Baseball Cap – 2:27
5. Underwater – 3:28
6. Like It or Not – 3:01
7. Debbie – 2:53
8. Lazy (Lazy) – 2:55
9. Nothing's Wrong – 3:22
10. Same Old Innocence – 3:30